# Intostreet
Intostreet è un singolo del cantante italiano Liberato, pubblicato il 2 maggio 2018 come quarto estratto dal primo album in studio Liberato.

## Video musicale
Il videoclip, diretto da Francesco Lettieri, è stato pubblicato in concomitanza con il lancio del singolo sul canale YouTube del cantante.
Il video riprende le vicende amorose dei due protagonisti (Demetra Avincola e Adam Jendoubi) del video Tu t'e scurdat' 'e me e che va ad analizzare le angosce sentimentali dal punto di vista di lui. La storia si conclude con il video successivo Je te voglio bene assaje con il punto di vista di lei.

## Tracce
1. Intostreet (Liberato)